# Porta Querquetulana
A Porta Querquetulana ou Porta Querquetulária (em latim: Porta Querquetularia) foi uma das duas portas da Muralha Serviana sobre o Monte Célio e situava-se entre a Porta Esquilina e a Porta Celimontana. Segundo estimativas modernas e a confirmação mediante a descoberta de um cemitério romano, Querquetulana estaria próximo à Basílica dos Santos Quatro Mártires Coroados.
A Porta Querquetulana abrange a Via Tusculana, que leva ao sudeste, em direção ao vale do Coliseu. O nome Querquetulana deriva de um bosque de carvalhos que existia logo além da porta, sobre o Célio. Neste bosque havia um santuário chamado Sacelo dos Lares Querquetulanos (em latim: Larum Querquetulanum sacellum), que situava-se no Esquilino. Alguns estudiosos tentaram associá-la ao Arco de João Basílio.